# Raul Prata
Raul Prata, (Piracicaba, 14 de julho de 1987), é um futebolista brasileiro que atua como lateral-direito. Atualmente defende o Grêmio Novorizontino.

## Carreira
Começou a carreira de jogador em 2004 no XV de Piracicaba. Em 2007, com apenas 19 anos, disputou o Campeonato Carioca pelo Americano-RJ. No mesmo ano chegou no Mogi Mirim que havia sido Campeão Paulista Junior em 2006. Em 2008, jogando pelo Guaratinguetá chegou a semifinal do Campeonato Paulista em um grande momento do clube. O jogador ainda teve passagens por XV de Piracicaba em 2009, sendo um ano difícil para o jogador que ficou sem clube por alguns meses do fim de 2009. Em 2010 chega ao Vila Aurora e disputa o Campeonato Mato-Grossense e o Campeonato Brasileiro de Futebol - Série D onde volta a jogar bem e o que lhe rendeu o convite para defender o Luverdense.

### Luverdense
Em 2011, já no clube do interior de Lucas do Rio Verde, fez várias partidas pelo clube e foi campeão estadual em 2012. No ano de 2013, disputou a Copa do Brasil chegando as oitavas-de-final, e conseguiu o acesso para a Série B. Sendo destaque do elenco em 2011 e 2016.

### Ituano
No final de 2015, é anunciado como o primeiro reforço do clube para o Campeonato Paulista de 2016.

### Retorno ao Luverdense
Após disputar o Campeonato Paulista pelo Ituano é repatriado à equipe mato-grossense, ainda em 2016.

### Botafogo-SP
No final de 2016, é anunciado como reforço para a disputa do Campeonato Paulista de 2017. Mas com uma cláusula de saída para times que jogassem a Série A do brasileiro ou exterior e um dia antes dessa cláusula terminar o Sport fez a proposta. Não chegou a atuar pelo Botafogo-SP.

### Sport
Em janeiro de 2017, é contratado pelo Sport. O jogador foi observado na era de Eduardo Baptista. Chega ao clube Pernambucano sem custos para disputa da Série A e Sul-Americana.
| “ | Aconteceu agora essa proposta do Sport. É uma proposta irrecusável. Estou com 29 anos, não posso deixar passar essa possibilidade. Fico triste, por um lado, por deixar o Botafogo-SP, e vou continuar na torcida pelo clube - disse Raul Prata. | ” |

Em dezembro de 2017, teve seu contrato renovado por mais dois anos com o "Leão da Ilha".
| “ | Tenho certeza que 2018 será um ano de vitórias para nós. Gostei muito do Clube e da cidade. Vários fatores pesaram para a minha permanência aqui. Estou feliz e motivado - disse o lateral ao site oficial do clube. | ” |

## Títulos
Luverdense
- Campeonato Mato-Grossense: 2012[carece de fontes?]

Sport
- Campeonato Pernambucano: 2017, 2019[carece de fontes?]
- Taça Ariano Suassuna: 2018[carece de fontes?]